# 長田郵便局 (兵庫県)
長田郵便局（ながたゆうびんきょく）は、兵庫県神戸市長田区にある郵便局。民営化前の分類では集配普通郵便局であった。

## 概要
住所：〒653-8799 兵庫県神戸市長田区細田町7-1-1

### 分室
分室はなし。かつてあった分室は以下の通り。
- 中央市場内分室 (43268A)（北緯34度39分51.4秒 東経135度10分33.7秒 / 北緯34.664278度 東経135.176028度） - 郵便・貯金業務のみ取扱。かつては神戸中央郵便局の分室だったが、民営化に先立ち当局に移管された。2024年11月23日廃室。

## 沿革
- 1926年（大正15年）12月6日 - 神戸市東尻池町四丁目に神戸林田郵便局（二等郵便局）として開局[1]。
- 1937年（昭和12年）12月20日 - 保険分室を設置[2]。
- 1943年（昭和18年）11月1日 - 保険分室を貯金保険分室に改称[3]。
- 1945年（昭和20年）6月1日 - 長田郵便局に改称[4]、貯金保険分室を廃止[5]。
- 1960年（昭和35年）1月20日 - 電話通話および和文電報受付事務の取扱を開始[6]。
- 1961年（昭和36年）3月26日 - 電話通話および和文電報受付事務の取扱を廃止。
- 1995年（平成7年）1月17日 - 阪神淡路大震災で被災し、半壊。仮設局舎で業務を続ける。
- 1998年（平成10年）9月1日 - 外国通貨の両替および旅行小切手の売買に関する業務取扱を開始。
- 2002年（平成14年）4月15日 - 局舎建て替えのため、窓口業務を長田区細田町六丁目1-28のNTT西日本敷地に、集配業務を須磨区大池町5丁目のJR西日本鷹取工場跡地の再開発地区（現・妙法寺川左岸公園）の業務棟に移転[7]。
- 2003年（平成15年）10月14日 - 半壊した局舎を改築し、新局舎（長田区細田町七丁目1-1）にて業務を開始。
- 2007年（平成19年）7月30日 - 神戸中央郵便局中央市場内分室を当局へ所属変更（43001B→43268A）[8]。
- 2007年（平成19年）10月1日 - 民営化に伴い、併設された郵便事業長田支店に一部業務を移管。局舎は登記上、郵便事業株式会社が引き継いだ。
- 2012年（平成24年）10月1日 - 日本郵便株式会社発足に伴い、郵便事業長田支店を長田郵便局に統合。
- 2024年（令和6年）11月23日 - 中央市場内分室を廃止。[9]

## 取扱内容
- 郵便、印紙、ゆうパック、内容証明
- 貯金、為替、振替、振込、国際送金、国債、投資信託
- 生命保険、バイク自賠責保険、自動車保険、変額年金保険
- 地方公共団体事務（兵庫県住宅再建共済基金利用申込取次事務）
- ゆうちょ銀行ATM
- 「653-00xx」「653-08xx」区域（神戸市長田区全域）の集配業務
- ゆうゆう窓口

## 周辺
- 新長田図書館
- 山陽電気鉄道本社

## アクセス
- JR山陽本線（JR神戸線）、神戸市営地下鉄西神・山手線・海岸線 新長田駅から徒歩約5分
- 山陽電鉄本線・阪神神戸高速線 西代駅から徒歩約7分
- 神戸市バス 水笠通停留所下車
- 阪神高速神戸線 湊川出入口から北西に、阪神高速神戸山手線 神戸長田出入口から南西にそれぞれ約1km
- 駐車場あり：13台